# 嚴本
嚴本（?—?），字誌道，江南行中書省江陰直隸州（今江蘇省江陰市）人，明朝政治人物。
其年少精通法律，并著《輯義》四卷。永乐十一年，经推荐后授刑部主事。之后奉命出使徽州。明仁宗时期，以刑部尚书金純举荐，改为大理寺正。